# Uniwersytet Guglielma Marconiego
Uniwersytet Guglielma Marconiego (Università degli Studi Guglielmo Marconi) – włoska uczelnia niepubliczna w Rzymie, założona w 2004 roku.

## Wydziały
- Wydział Ekonomii
- Wydział Prawa
- Wydział Nauk Politycznych
- Wydział Literatury